# Look What You Did to Me
Look What You Did to Me jest debiutancką płytą Z-Ro.

## Lista utworów
| #  | Tytuł                     | Występy gościnne   | Czas |
| -- | ------------------------- | ------------------ | ---- |
| 1  | "Guerilla Till I Die"     | T.A.Z.             | 4:32 |
| 2  | "Look What You Did To Me" |                    | 3:30 |
| 3  | "City Of Killers"         | Bam, T.A.Z. & Trae | 5:42 |
| 4  | "Life Story"              | Al-D               | 4:01 |
| 5  | "Ghetto Crisis"           | T.A.Z.             | 4:42 |
| 6  | "Pimp On"                 |                    | 4:17 |
| 7  | "Mercy"                   | The Fakkulty       | 4:34 |
| 8  | "Where Is The Love"       |                    | 4:12 |
| 9  | "R U Down"                | The Fakkulty, Trae | 4:07 |
| 10 | "Dedicated 2 U"           | Chris Ward         | 4:06 |
| 11 | "Lord Tell Me Why"        |                    | 4:06 |
| 12 | "Tall Tale Of A G"        |                    | 3:32 |
| 13 | "Paper Game"              |                    | 3:50 |
| 14 | "And 2 My G's"            | T.A.Z.             | 4:41 |
| 15 | "Z-RO The Crooked"        |                    | 3:28 |